# Stora Lövö, Esbo
Stora Lövö, finska: Iso Lehtisaari, är en ö i Finland. Den ligger i Finska viken och i kommunen Esbo i den ekonomiska regionen  Helsingfors i landskapet Nyland, i den södra delen av landet. Ön ligger omkring 13 kilometer sydväst om Helsingfors.
Öns area är 35,6 hektar och dess största längd är 0,9 kilometer i öst-västlig riktning.